# スティーブン・ドナルド
スティーブン・ドナルド（Stephen Donald、1983年12月3日 - ）は、ニュージーランド出身のラグビー選手。

## プロフィール
- ポジションはスタンドオフ(SO)。
- 身長 186cm、体重 96kg
- ニックネームはビーバー。
- ラグビーニュージーランド代表キャップは23。

## 略歴
2005年、ワイカト大学卒業後、チーフスに加入。
2011年、ラグビーワールドカップ2011のニュージーランド代表に、度重なるＳＯの
故障もあって、追加の追加招集される。
決勝戦での決勝点となったＰＧを決めた。
2013年、三菱重工相模原ダイナボアーズに加入。同年9月14日に行われたトップイーストリーグ第1節のヤクルトレビンズ戦に先発出場で日本での公式戦初出場を果たす。
2016年、サントリーサンゴリアスに加入。
2017年、東芝ブレイブルーパスに加入。
2018年、NECグリーンロケッツに加入。
2020年、NECグリーンロケッツを退団した。